# Juan Carlos Copes
Juan Carlos Copes (Buenos Aires; 31 de mayo de 1931-Florida, provincia de Buenos Aires; 15 de enero de 2021) fue un bailarín de tango y coreógrafo argentino, reconocido por haber sido el impulsor del tango danza con un estilo coreográfico de espectáculo y su difusión internacional.
Hijas: Johana Copes y Geraldine Copes.
Casado : Myriam Albuernez.

## Biografía

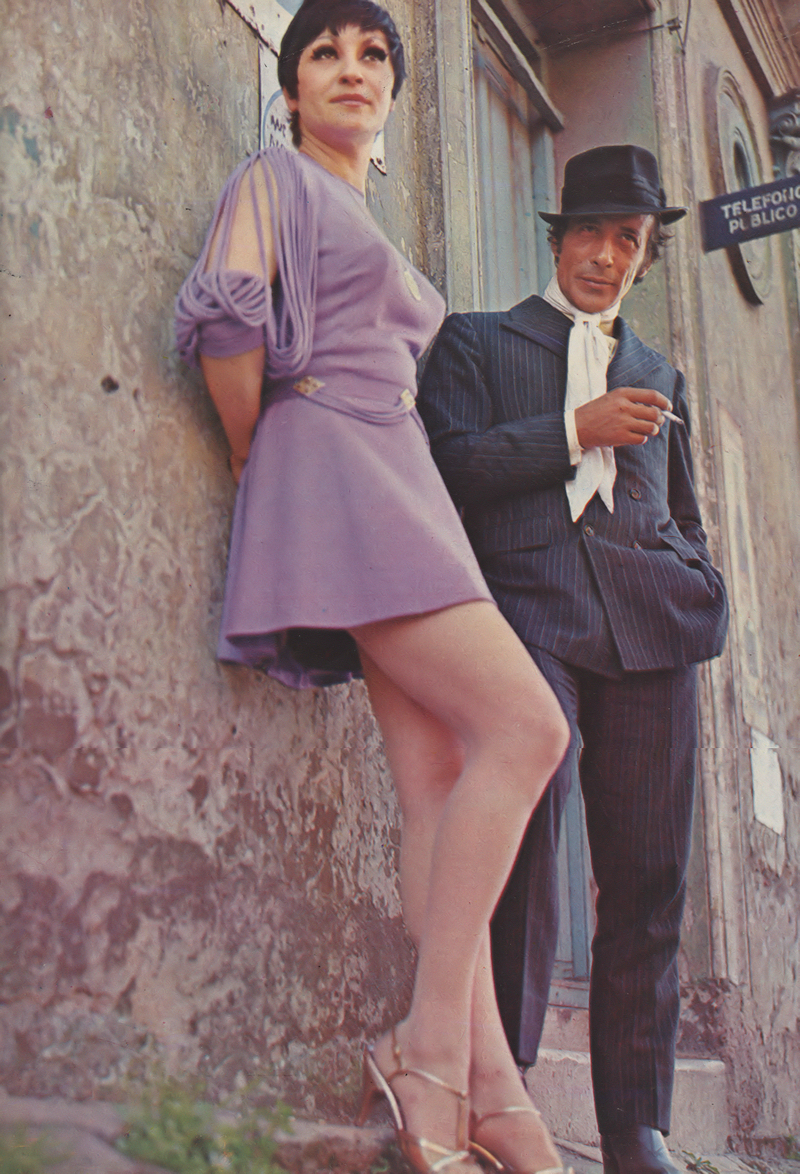
Juan Carlos Copes y María Nieves en 1970

Nació el 31 de mayo de 1931 en el barrio de Mataderos de Buenos Aires, Argentina, mientras su abuelo materno, Juan Berti, estaba tocando tangos con un amigo en el patio de la casa donde su madre estaba dando a luz.
Antes de cumplir 18 años, mientras estudiaba electrotécnica, ya frecuentaba las «milongas» de Villa Pueyrredón, barrio en el que creció. Como en esa época se tildaba al ambiente tanguero de marginal, muchas veces se producían detenciones por parte de la policía en alguna de las cuales Copes se vio involucrado.
En 1951 se presentó junto a María Nieves Rego a un concurso de baile en el Luna Park donde compitió con 300 parejas logrando obtener el primer puesto. María Nieves fue su compañera de baile desde entonces; en todo ese tiempo fueron pareja, se separaron, Juan Carlos se casó con otra mujer, pero siempre seguían bailando juntos hasta que la relación se rompió definitivamente. Entonces su hija Johana se convirtió en su pareja de baile.
En noviembre de 1955 decidió organizar a un grupo de bailarines aficionados presentando la primera obra de danzas porteñas de dos horas de duración. Su primer contrato profesional lo firmó el 30 de diciembre de ese mismo año, debutando en el Teatro El Nacional y en el Tabarís con el espectáculo «Juan Carlos Copes y su ballet de tango».
Los tangos que prefirió para bailar son Quejas de bandoneón, de Filiberto, interpretado por Troilo; Negracha, de Osvaldo Pugliese; Danzarín y Recuerdo, entre otros, y los músicos de tango con quienes se sintió más identificado, Osvaldo Pugliese, Canaro, Astor Piazzolla y Aníbal Troilo.
En diciembre de 2020, él y su esposa Myriam Albuernez contrajeron COVID-19. Pese a superarlo, el virus lo dejó muy debilitado.
El 14 de enero de 2021, fue internado en el Sanatorio La Torre de la localidad de Florida, provincia de Buenos Aires, a raíz de padecer Enfermedad Pulmonar Obstructiva Crónica. Finalmente murió en la medianoche del 15 de enero de 2021 a causa de un paro cardiorrespiratorio. Tenía ochenta y nueve años.

## Filmografía
- 1958 - Detrás de un largo muro, de Lucas Demare. Con María Nieves, como «Los Copes».[7]
- 1964 - Carlos Gardel, historia de un ídolo, de Solly.[7]
- 1974 - Ésta es mi Argentina, de Leo Fleider, con textos de Cátulo Castillo.[7]
- 1975 - Solamente ella, de Lucas Demare.[7]
- 1988 - Tango, Bayle nuestro, de Jorge Zanada.[7]
- 1993 - Funes, un gran amor, de Raúl de la Torre.[7]
- 1998 - Tango, de Carlos Saura. Como intérprete y coreógrafo.[7][8]
- 2002 - Los Simuladores de Damián Szifron, capítulo 6. Como bailarín de tango.
- 2004 - Los guardianes del ángel, de Adrián Lorenzo y Juan Pablo Martínez. Como entrevistado.[7]

## Reconocimientos
- 1965 - «Introductor de la Milonga en Nueva York».[9]
- 1983 - Premio Discepolín a la trayectoria artística.[9]
- 1995 - Premio Estrella de Mar, por el show «Gotán».[9]
- 1995-1996 - Premio ACE por la Coreografía de «Gotán».[9]
- 1997 - Premio Estrella de Mar, por el show «Entre Borges y Piazzolla».[9]
- 2000 - nombrado «El bailarín de tango del siglo XX» por la Legislatura de la Ciudad de Buenos Aires.[9]
- 2001 - Premio Estrella de Mar, por el show «Copes, Tango Copes».[10]